# Hema (gruppo etnico)
Gli Hema sono un gruppo etnico con circa 160.000 membri, residenti nell'Est della Repubblica Democratica del Congo, in particolare nella provincia dell'Ituri, così come in parti dell'Uganda e del Ruanda. Gli Hema sono pastori, e il trattamento preferenziale che ricevono dalle autorità dell'Uganda è considerato responsabile per lo scoppio del conflitto dell'Ituri.
Gli Hema settentrionali parlano Lendu, il linguaggio del vicino gruppo etnico Lendu. Gli Hema meridionali parlano la lingua hema, un linguaggio bantu compreso nella zona J.
Etnolinguisticamente, gli Hema sono strettamente collegati ai parlanti il dialetto Hima della lingua nyankore dell'Uganda occidentale, oltre che alle lingue luganda e lusoga